# Марш Мендельсона
Марш Мендельсо́на — марш, написанный Феликсом Мендельсоном в числе других музыкальных произведений для шекспировской пьесы «Сон в летнюю ночь» в 1842 году. А именно для той части пьесы,  где Титания, царица фей и эльфов, под действием чар выходит замуж за Основу - ткача с ослиной головой. По замыслу композитора, музыка должна была подчеркнуть торжественный фарс ситуации. Один из наиболее распространённых в мире свадебных маршей.
Впервые марш прозвучал 14 октября 1843 года в Потсдаме на премьере спектакля «Сон в летнюю ночь» по комедии Уильяма Шекспира. 
В качестве же свадебного гимна впервые марш был использован во время венчания Дороти Кэрью (англ. Dorothy Carew) и Тома Дэниэла (англ. Tom Daniel) в церкви Святого Петра в Тивертоне (Великобритания) 2 июня 1847 года, его исполнил на органе в собственной аранжировке Сэмюэл Рей. Но настоящую популярность марш обрёл после того, как прозвучал на свадьбе принцессы Виктории и кронпринца прусского Фридриха 25 января 1858 года.
Орган, на котором Мендельсон исполнял знаменитый марш (среди прочих своих произведений), находится в церкви Св. Анны в Тоттенхеме (один из районов Лондона).

## Аранжировки
- 23 января 2018 года участники группы «Рок-Синдром» выпустили свою версию «Марша Мендельсона» в рок-аранжировке. Композиция вошла в сингл группы Gaudeamus[2].